# Dendrolagus goodfellowi
Dendrolagus goodfellowi é uma espécie de marsupial da família Macropodidae. Endêmica das florestas tropicais de Nova Guiné. É uma espécie em perigo de extinção graças à caça e à destruição do seu habitat. Seu nome é uma homenagem à Walter Goodfellow.